# Caucasia
Caucasia là một khu tự quản thuộc tỉnh Antioquia, Colombia. Thủ phủ của khu tự quản Caucasia đóng tại Caucasia. Khu tự quản Caucasia có diện tích 1.411 km². Đến thời điểm ngày 28 tháng 5 năm 2005, khu tự quản Caucasia có dân số 47.439 người.